# Scorpaenichthys marmoratus
Genre
Espèce
Scorpaenichthys marmoratus, communément appelé Cabezón, est une espèce de poissons à grosse tête de la famille des Cottidae. Il est monotypique dans son genre Scorpaenichthys.

## Description
Il peut atteindre 1,2 m de long pour 7,5 kg.
Sa chair bleue qui blanchit à la cuisson est appréciée. Par contre, ses œufs sont toxiques.

## Répartition et habitat
Ce poisson se trouve sur les côtes du Pacifique de l'Amérique du Nord depuis le Mexique jusqu'à l'Alaska.
Il apprécie les eaux calmes des zones rocheuses.

## Alimentation
Il se nourrit de crustacés, de poissons et de mollusques.